# 神奈川県自然環境保全センター
神奈川県自然環境保全センター（かながわけんしぜんかんきょうほぜんセンター）は、自然環境の保全再生を推進する県の機関。2009年（平成21年）7月17日に神奈川県立自然保護センターから改称した。

## 主な業務
- 丹沢大山自然再生事業の実施[2]
- 自然公園の管理指導及び施設整備[2]
- 野生生物の保護管理[2]
- 自然環境保全に係る普及啓発[2]
- 県営林の管理経営[2]

など

## 施設所在地
- 自然環境保全センター：神奈川県厚木市七沢657[2]
- 箱根出張所：神奈川県足柄下郡箱根町元箱根旧札場164[2]
- 足柄出張所：神奈川県足柄上郡開成町吉田島2489-2（県足柄上合同庁舎内）[2]